# Arachnis apachea
Arachnis apachea är en fjärilsart som beskrevs av Clarke 1941. Arachnis apachea ingår i släktet Arachnis och familjen björnspinnare. Inga underarter finns listade i Catalogue of Life.